# Yves Giraud Cabantous
Marius Aristide Yves Giraud-Cabantous, francoski dirkač Formule 1, * 8. oktober 1904, Saint-Gaudens, Francija, † 30. marec 1973, Pariz, Francija.
Debitiral je sploh na prvi dirki v zgodovini Formule 1 za Veliko nagrado Velike Britanije v sezoni 1950, kjer je s četrtim mestom dosegel svojo najboljšo uvrstitev v karieri. Med dobitnike točk se je uvrstil še na dirki za Veliko nagrado Belgije v naslednji sezoni 1951, kjer je zasedel peto mesto, po sezoni 1953 pa se je upokojil kot dirkač.

## Popolni rezultati Formule 1
(legenda) (odebeljene dirke pomenijo najboljši štartni položaj, poševne pa najhitrejši krog, †-uvrščen kljub odstopu)
| Leto | Moštvo                     | Šasija              | Motor     | 1       | 2   | 3     | 4       | 5       | 6       | 7     | 8       | 9      | Prv | Toč |
| ---- | -------------------------- | ------------------- | --------- | ------- | --- | ----- | ------- | ------- | ------- | ----- | ------- | ------ | --- | --- |
| 1950 | Automobiles Talbot-Darracq | Talbot-Lago T26C-DA | Talbot L6 | VB 4    | MON | 500   | ŠVI Ret | BEL Ret | FRA 8   | ITA   |         |        | 14. | 3   |
| 1951 | Yves Giraud Cabantous      | Talbot-Lago T26C    | Talbot L6 | ŠVI Ret | 500 | BEL 5 | FRA 7   | VB      | NEM Ret | ITA 8 | ŠPA Ret |        | 18. | 2   |
| 1952 | HW Motors                  | HWM 52              | Alta L4   | ŠVI     | 500 | BEL   | FRA 10  | VB      | NEM     | NIZ   | ITA     |        | -   | 0   |
| 1953 | HW Motors                  | HWM 53              | Alta L4   | ARG     | 500 | NIZ   | BEL     | FRA 14  | VB      | NEM   | ŠVI     | ITA 15 | -   | 0   |